# Coccoloba zuliana
Coccoloba zuliana är en slideväxtart som beskrevs av Howard. Coccoloba zuliana ingår i släktet Coccoloba och familjen slideväxter. Inga underarter finns listade i Catalogue of Life.